# Ivo Vesely
Ivan Bohumil „Ivo“ Vesely (* 1. April 1926 in Prag, Tschechoslowakei; † 4. Dezember 2002 in Melbourne) war ein australischer Eishockeyspieler. 

## Karriere
Ivo Vesely nahm für die australische Nationalmannschaft an den Olympischen Winterspielen 1960 in Squaw Valley teil. Mit seinem Team belegte er den neunten und somit letzten Platz. Er selbst kam im Turnierverlauf in drei Spielen zum Einsatz. Auf Vereinsebene spielte er für den Hakoah Ice Hockey Club in Melbourne.